# The African Eurasian Eclipse
|  | Denne artikel er oprettet af botten Steenthbot ud fra en ekstern database. Den kan derfor have sproglige fejl eller mangler. Denne skabelon kan fjernes efter kontrol af indholdet. |

The African Eurasian Eclipse er en dansk eksperimentalfilm fra 1996 instrueret af Kenny Leger.

## Handling
Filmen viser den eksplosion af fusion mellem afrikansk og europæisk kultur, der foregår i Paris. Filmen er bygget op over farverne blå, hvid og rød: Frihed, lighed og broderskab + tre musikkompositioner. Filmen er allermest rost for sin komposition.